# توموهیرو وانامی
توموهیرو وانامی (انگلیسی: Tomohiro Wanami؛ زادهٔ ۲۷ آوریل ۱۹۸۰) بازیکن فوتبال اهل ژاپن است.
از باشگاه‌هایی که در آن بازی کرده‌است می‌توان به باشگاه فوتبال ویسل کوبه و باشگاه فوتبال کونسادول ساپورو اشاره کرد.